# Where Did Our Love Go (альбом)
| Оценки критиков               | Оценки критиков |
| Источник                      | Оценка          |
| ----------------------------- | --------------- |
| AllMusic                      | [ 1 ]           |
| Encyclopedia of Popular Music | [ 2 ]           |

Where Did Our Love Go — второй студийный альбом американской девичьей группы The Supremes, релиз которого состоялся 31 августа 1964 года на лейбле Motown Records.

## Об альбоме
Альбом включает в себя несколько синглов и бисайдов группы 1963 и 1964 годов. Включены хиты номер один, «Where Did Our Love Go», «Baby Love» и «Come See About Me», а также менее успешные синглы «When the Lovelight Starts Shining Through His Eyes», «A Breathtaking Guy» и «Run, Run, Run».
С выходом этого альбома The Supremes стали первыми артистами в истории журнала Billboard, которые получили три хита номер один с одного альбома. Именно этот альбом познакомил массового слушателя с The Motown Sound. Кроме того, в то время это был самый рейтинговый альбом исключительно женской группы. Он оставался на второй позиции в течение четырёх недель подряд в январе 1965 года (на первую строчку его так и не пропустил бестселлер The Beatles Beatles ’65). Where Did Our Love Go оставалась в альбомном чарте Billboard в течение рекордных на тот момент 89 недель.

## Список композиций
Слова и музыка всех песен — команда авторов Холланд — Дозье — Холланд; остальные отмечены отдельно.
| №  | Название                                             | Автор(ы)       | Длительность |
| -- | ---------------------------------------------------- | -------------- | ------------ |
| 1. | «Where Did Our Love Go»                              |                | 2:33         |
| 2. | «Run, Run, Run»                                      |                | 2:16         |
| 3. | «Baby Love»                                          |                | 2:39         |
| 4. | «When the Lovelight Starts Shining Through His Eyes» |                | 3:05         |
| 5. | «Come See About Me»                                  |                | 2:44         |
| 6. | «Long Gone Lover»                                    | Смоки Робинсон | 2:27         |

| №  | Название                             | Автор(ы)                  | Длительность |
| -- | ------------------------------------ | ------------------------- | ------------ |
| 1. | «I’m Giving You Your Freedom»        |                           | 2:40         |
| 2. | «A Breathtaking Guy»                 | Смоки Робинсон            | 2:25         |
| 3. | «He Means the World to Me»           | Норман Уайтфилд           | 2:00         |
| 4. | «Standing at the Crossroads of Love» |                           | 2:27         |
| 5. | «Your Kiss of Fire»                  | Роберт Горди, Харви Фукуа | 2:48         |
| 6. | «Ask Any Girl»                       |                           | 3:00         |

## Чарты
| Чарт (1964-65)                         | Высшая позиция |
| -------------------------------------- | -------------- |
| Германия (Offizielle Top 100)          | 33             |
| США (Billboard 200)                    | 2              |
| США (Billboard Top R&B/Hip-Hop Albums) | 1              |
| США (Record World)                     | 2              |